# مأموریت تصویربرداری و طیف‌سنجی پرتو ایکس
مأموریت تصویربرداری و طیف‌سنجی پرتو ایکس (انگلیسی: X-Ray Imaging and Spectroscopy Mission) یا (XRISM، با تلفظ کریسم "crism")، که قبلاً مأموریت بازیابی نجومی پرتو ایکس (XARM) بود، یک تلسکوپ فضایی پرتو ایکس آژانس کاوش‌های هوافضای ژاپن (JAXA) با مشارکت ناسا است. این مأموریت برای رسیدن به پیشرفت‌هایی در بررسی شکل‌گیری ساختار جهان، خروجی‌ها از هسته‌های کهکشان‌ها و ماده تاریک است. XRISM به عنوان تنها پروژه رصدخانه بین‌المللی پرتو ایکس در دوره خود، به عنوان یک تلسکوپ فضایی نسل بعدی در زمینه اخترشناسی پرتو ایکس عمل خواهد کرد، مشابه آنچه تلسکوپ فضایی جیمز وب، تلسکوپ فضایی فرمی، و آرایه میلی‌متری بزرگ آتاکاما (آتاکاما) ALMA) رصدخانه در زمینه مربوط به خود قرار می‌گیرند.